# Біла (притока Боберки)
Бі́ла — річка у Перемишлянському районі Львівської області, ліва притока Боберки (басейн Дністра).

## Опис
Довжина річки приблизно 9 км. Висота витоку над рівнем моря — 472 м, висота гирла — 310 м, падіння річки — 162 м, похил річки — 18 м/км. Формується з багатьох безіменних струмків та 1 водойми.

## Розташування
Бере початок у лісовому масиві в урочищі Камуля на південно-східній стороні від села Підгородище. Спочатку тече на південний схід, а потім на південний захід через села Стоки та Стрілки. У селі Малі Ланки впадає у річку Боберку, праву притоку Луг.
Річку перетинають автомобільні дороги Т 1411 та Т 1425